# 弾性反発説
弾性反発説（だんせいはんぱつせつ, 英: Elastic-rebound theory）とは、地震の原因を説明するメカニズムの1つであり、現在の地震学では断層地震説およびプレートテクトニクス等と関連付けて幅広く支持されている学説である。
初期の弾性反発説としては、1906年のサンフランシスコ地震等の研究を受けてリード(H.F.Reid)が発表したものが知られている。これは、震源の両側でお互いに逆方向となるような歪みの力が働いており、地下の岩体は歪みを受けると弾性変形を起こして曲がり、やがて限界を超えると剪断破壊を起こして地震を発生させるというものである。これは、弾性歪みによる弾性変形→塑性変形→破壊という、力学でいう物質の変形過程に対応している。現在ではこの考え方は広く受け入れられているが、当時は他の説も展開されており、その証明方法を含めて論争が巻き起こった。
弾性反発説の裏付けとしては、地震波（P波）の初動分布が挙げられる。ふつう、震源を中心に十字に区切られた4領域に押しの領域と引きの領域が交互に並ぶように分布するが、弾性反発説による断層の破壊を考えるとこれを説明できる。ちなみに、断層面の両側に働く力は2対の偶力、つまり各2方向の圧縮力と張力が2対（ダブルカップル）であり日本では当初から支持されていたが、欧米では当初1対の偶力（シングルカップル）と考えられていた。1963年に丸山卓男がこれを物理学的に証明する考え方を提示し、1960年代には欧米でもダブルカップルが定着した。
日本でも大正時代ごろよりこの説をもとにした研究が進められていった。1960年代には、プレートテクトニクスに基づいた海溝型地震の発生メカニズムとしても弾性反発説が採用されるにいたった。